# Томас Дін
То́мас Дін (англ. Tom Dean; нар. 2 травня 2000) — британський плавець, дворазовий олімпійський чемпіон 2020 року, чотириразовий чемпіон Європи.

## Кар'єра
Томас Дін на юніорському рівні двічі ставав чемпіоном Європи серед юніорів, у 2017 та 2018 роках.
Першим вагомим досгненням спортсмена на дорослому рівні було золото чемпіонату Європи в естафеті 4x200 метрів вільним стилем у 2018 році. На наступному чемпіонаті Європи спортсмен виграв шість медалей. Британець виграв золото у двох змішаних естафетах вільним стилем, а також в естафеті комплексним плаванням. У двох естафетах вільним стилем спортсмен здобув срібло. Єдиною особистою нагородою для спортсмена стала бронзова медаль у плаванні на дистанції 200 метрів вільним стилем.
27 липня 2021 року Томас Дін виграв золоту медаль Олімпійських ігор 2020 року в Токіо на дистанції 200 метрів вільним стилем. Він показав у фіналі час 1:44.22, встановивши новий національний рекорд. Наступного дня спортсмен плив у фіналі естафети 4x200 метрів вільним стилем. Разом із Джеймсом Ґаєм, Данканом Скоттом та Метью Річардсом, він виграв золоту медаль. Час 6:58.58, який показали спортсмени у фіналі став новим рекордом Європи, і відновідно новим національним рекордом. Ставши дворазовим олімпійським чемпіоном, Томас Дін став першим за 113 років британським плавцем, який вигравав дві золоті медалі на одних Олімпійських іграх.

## Виступи на Олімпійських іграх
| Олімпіада  | Дисципліна             | Час        | Місце |
| ---------- | ---------------------- | ---------- | ----- |
| Токіо 2020 | 200 м вільним стилем   | 1:44.22 NR | 1     |
| Токіо 2020 | 4x200 м вільним стилем | 6:58.58 ER | 1     |